# 聖維特戰役
聖維特戰役是突出部之役中的其中一場戰役。在突出部中心的聖維特鎮，是一個重要的道路交界處，面臨哈索·馮·曼陀菲爾的第5裝甲軍團和約瑟夫·迪特里希的親衛隊第6裝甲軍團兩支進攻部隊的威脅。守軍是美軍第7裝甲師，同時包括第424步兵團（美軍第106步兵師的一部）與美軍第9裝甲師的「B」戰鬥支隊和美軍第28步兵師第112步兵團，所有守軍在布魯斯·克拉克將軍的指揮下，成功抵禦了德軍的進攻，從而大大減緩了德軍的進攻。 
根據蒙哥馬利的命令，克拉克在12月21日放棄了聖維特；美軍後撤至該地區的堅固陣地防守，成功地阻止了德軍的進攻。到12月23日，由於德國粉碎他們的側翼，守軍的陣地變得搖搖欲墜，而美軍奉命撤退至沙門河以西。德軍的計劃是要求在12月17日下午6時前攻佔聖維特，在該市及其周圍的拖延行動，對他們的時間表作出了一個重大的打擊。

## 外部連結
- Battle for St. Vith （页面存档备份，存于）
- St. Vith Is Lost （页面存档备份，存于）